# The Prussian Spy
The Prussian Spy (deutsch: Der preußische Spion) ist ein US-amerikanisches Filmmelodram des Regisseurs David Wark Griffith aus dem Jahr 1909. Das Drehbuch schrieb ebenfalls David Wark Griffith, der Stummfilm ist eine Produktion der American Mutoscope and Biograph Company.

## Handlung
The Prussian Spy spielt 1870/71 vor dem Hintergrund des Deutsch-Französischen Kriegs. Graf Lopes, ein Offizier der französischen Armee, und ein preußischer Soldat sind Rivalen um die Gunst von Lady Florence.
Lady Florence liebt einen jungen preußischen Soldaten. Graf Lopes ist in Florence verliebt, wird aber von ihr zurückgewiesen. Lopes vermutet, dass Florence einen Anderen liebt, und möchte herausfinden, wer es ist. Ein preußischer Spion konnte bis zum Haus von Florence verfolgt werden, und Lopes hält ihn für seinen Nebenbuhler, da er ihn beim Einsteigen durch ihr Fenster beobachtet hat. Florence versteckt den Preußen in einem Wandschrank. Als Lopes sie zur Rede stellt und sie der Unterstützung des Spions beschuldigt, leugnet sie und beschwört ihre Unschuld. Doch Lopes bemerkt ihre ängstlichen Blicke zum Schrank.
Um die entwürdigende Durchsuchung zu vermeiden und Florence die Chance eines Geständnisses zu geben, ruft er zwei seiner Leutnante herbei, die unter dem Vorwand, einen neuen Revolver zu testen, auf eine Zielscheibe auf der Tür des Schranks schießen sollen. Florence leugnet weiterhin die Anschuldigungen und schickt ihr Hausmädchen auf den Dachboden, um eine Falltür oberhalb des Verstecks zu öffnen und dem Spion die Flucht zu ermöglichen. Doch sie kommt zu spät, die Schüsse töten den versteckten Spion und beim Öffnen des Schranks kommt die Wahrheit ans Licht.

## Produktionsnotizen
The Prussian Spy ist ein One-Reeler auf 35-mm-Film mit einer Länge von 465 Fuß. Der Film kam am 1. März 1909 in die Kinos.
In diesem Film hat David Wark Griffith nach den einleitenden Sequenzen zwei Schauplätze verwendet, in denen konsequent abwechselnd in Parallelmontagen die Handlung abläuft: die Wohnung Lady Florence’ mit dem Schrank, und ein Raum auf dem Dachboden darüber. Während ein Schauplatz im Bild gezeigt wird, bleibt der andere Ort der Handlung ebenso wie der meist unsichtbare Hauptdarsteller ständig im Bewusstsein der Zuschauer. Dazu tragen die Schauspieler bei, Lady Florence und Graf Lopes mit ihren auf den Schrank bezogenen Aktionen und das Hausmädchen auf dem Dachboden mit dem Bemühen um die Falltür.

## Kritik
The Moving Picture World veröffentlichte in ihren Ausgaben vom 27. Februar und 6. März 1909 knappe Inhaltsangaben. Der Rezensent bezeichnete den Film als eine überaus schöne Darbietung, überzeugend gespielt und perfekt aufgenommen. Lediglich der Grund für den Titel The Prussian Spy gehe nicht aus dem Film hervor. Es könne um einen beliebigen anderen Spion gehen.